# سوبک‌امساف دوم
سوبک‌اِمساف دوم یا سوبک‌اِم‌ساف با نام کامل سوبک‌امساف دوم سِخِم‌رَع واجخاو (به انگلیسی: Sobekemsaf II Sekhemrewadjkhaw) فرعونی مصری در دودمان هفدهم در دوره دوم میانی بود.

## دوران
نام او در چندین منبع از جمله نگاره‌هایی بر روی سنگ‌های وادی حمامت در صحرای شرقی که به تعریف سفرهای اکتشافی برای منظورهای کشف معدن در دوران او می‌پردازند، دیده می‌شود. یکی از این سنگ‌نوشته‌ها به ویژه به سال هفتم پادشاهی او اشاره می‌کند.
او همچنین معبد منثو در مدامود را بسیار ارج نهاد و به تعمیر و تزیین آن همت کرد. سنگ‌نگاره‌ای در این معبد است که او را در حال هدیه دادن به خدایگان نشان می‌دهد.

## خانواده
همسر اصلی سوبک‌امساف یکم شهبانو نوبِمهات (به انگلیسی: Nubemhat) بوده است. نام پسر سوبکم‌سف دوم نیز همچون پدر سوبک‌امساف بود. تصویر او در حالی که در زیر و میان پاهای پدر قرار دارد در تندیس CG 386 قاهره که در ابیدوس پیدا شده به تصویر کشیده شده است. 